# 速霸陸ff-1 1300G
速霸陸ff-1 1300G（日语：スバル・ff-1 1300G）為日本富士重工業（今速霸陸）於1970年至1972年間推出的緊湊型轎車，乃自速霸陸ff-1的引擎擴缸而來，美規車名則為速霸陸G。
車名中的「ff」代表英語「front-engine, front-wheel drive layout」，也就是「前置前驅」之意。

## 概要與歷史
1970年 - 當時日本社會正進入經濟高度成長時期，各家日系車廠百花齊開，尤其1.0L至1.3L級距急遽白熱化。先是1969年5月本田1300發售，緊接著1970年上半年陸續有第二代日產Sunny、小改款的第二代馬自達Familia Presto、第二代豐田Corolla等車種推出。這股競爭態勢迫使富士重工業將原先1,088c.c.水冷式水平對臥四缸OHV EA61型引擎擴缸成1,267c.c.的EA62型，並於同年7月推出速霸陸ff-1 1300G。既有的ff-1改稱「ff-1 1100系列」，而1300G也推出運動化版本，搭載馬力輸出更大的1,267c.c.水冷式水平對臥四缸OHV EA62S型引擎。
1971年 - 4月小改款，變更行李廂蓋形狀和輪圈蓋設計，改採魚眼型尾燈。10月7日速霸陸Leone雙門轎跑車版上市，1300G運動轎車版隨之停產。
1972年 - 2月隨著Leone四門轎車版的上市，9月ff-1所有車系正式停產。

### 4WD旅行車車型

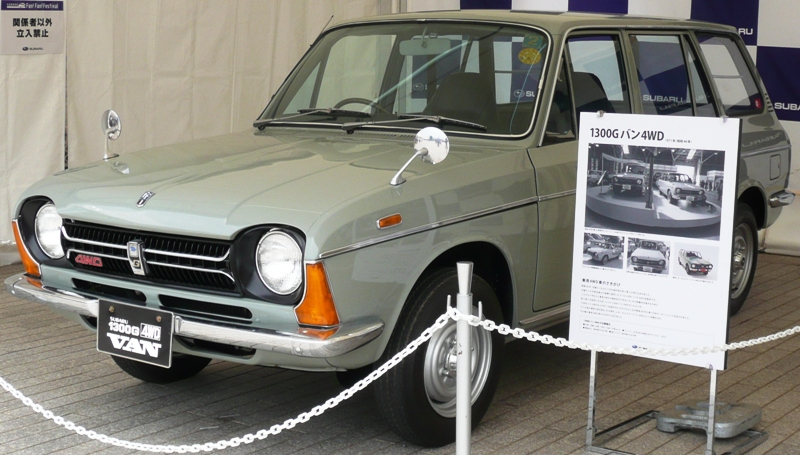
4WD旅行車車型

在速霸陸1000四速手排變速箱後端的傳動軸設置後輸出軸成為四輪驅動是件容易的事，但是當時日本大眾對於4WD普遍的認知是類似「吉普車的特殊車輛」，一開始富士重工業並未朝著此方向進行。1970年東北電力公司配電部門向富士重工業的地區經銷商宮城速霸陸提案，希望能供應「像吉普車一樣方便駕駛、能整年在各電塔間巡邏」的車輛。原來東北電力的現場工作人員冬季時使用只有帆布蓬遮蓋的吉普車，雖然巡邏在碎石子路、鄉間林道暢行無礙，車室內卻不夠溫暖。而且吉普車比較耗油，對於乘員的安全保護也不夠周到。
於是宮城速霸陸以ff-1 1100系列的旅行車為基礎，後輪驅動系統流用第三代日產Bluebird的零件，後輪懸吊系統則流用ff-1 1100轎車車型之半拖曳臂懸吊，大約歷經10個月開發出四輪驅動車型。1971年2月起讓4WD試作車在山形縣月山的積雪地區作道路測試，獲得了不錯的結果。這個提案結果改移交給富士重工業群馬工廠，同年3月以ff-1 1300G旅行車車型為基礎製作出2輛試作車，並於當年度第18屆東京車展公開展示。後來群馬工廠又陸續製造出8輛4WD旅行車，除了5輛售予東北電力外，其餘長野縣飯山農業協同組合、白馬村公所、防衛廳等公家機關各購入1輛。

## 外部連結
- （日語）日本官方網站 （页面存档备份，存于）